# Miroslava Šafránková
Miroslava Šafránková-Stein (ur. 11 czerwca 1958 w Brnie) – czeska aktorka telewizyjna i filmowa.

## Życiorys
Debiutowała na kinowym ekranie mając 16 lat w filmie Dziewczyna Robinson (Robinsonka, 1974). Rok później zagrała tytułową baśniową postać w bułgarsko-czeskim melodramacie fantasy Mała syrenka (Malá morská víla, 1975), gdzie jej starsza siostra Libuše (ur. 7 czerwca 1953) wystąpiła w roli księżniczki. Zdobyła popularność w wielu krajach europejskich wcielając się w telewizyjną rolę Arabeli w czesko-niemieckim serialu Powrót Arabeli, czyli jak Rumburak został władcą Krainy Baśni (Arabela se vrací: Rumburak králem Ríse pohádek, 1993), którą wcześniej w latach 1979–80 odwtarzała Jana Nagyová.

### Życie prywatne
W latach 80. wzięła ślub w Niemczech. W latach 1986–89 przebywała w Meksyku.

## Wybrana filmografia

### Filmy kinowe
- 1991: El Jinete de la divina providencia
- 1981: Jak świat traci poetów (Jak svět přichází o básníky) jako Borůvka
- 1977: Śmierć muchy (Smrt mouchy) jako matka Alena
- 1975: Mała syrenka (Malá morská víla) jako Syrenka
- 1975: Romance za korunu jako Maruna
- 1974: Dziewczyna Robinson (Robinsonka) jako Blažena

### Filmy TV
- 1991: Tvrz
- 1991: Oko za oko
- 1991: Kruh
- 1991: Dveře
- 1991: Dno
- 1981: O vodě, lásce a štěstí

### Seriale TV
- 1993: Powrót Arabeli, czyli jak Rumburak został władcą Krainy Baśni (Arabela se vrací: Rumburak králem Říše pohádek) jako Arabela
- 1981: Jockei Monika jako Monika
- 1980: Moje kone vrané